# Schlacht am Kap Ecnomus
Agrigent – Mylae – Liparische Inseln – Sulci – Tyndaris – Kap Ecnomus – Aspis – Adys – Tunes – Kap Bon – Panormus – Drepana I – Drepana II – Ägatische Inseln
Die Schlacht am Kap Ecnomus (auch Seeschlacht bei Eknomos), die vor der Südküste Siziliens in der Nähe des Kap Ecnomus im Jahr 256 v. Chr. im Verlauf des Ersten Punischen Kriegs ausgetragen wurde, war eine Seeschlacht zwischen den Flotten von Karthago und der römischen Republik. Aufgrund der großen Anzahl von vermutlich bis 290.000 beteiligten Seeleuten war sie eine der größten Seeschlachten der antiken Geschichte.

## Vorgeschichte
Nach der Eroberung von Agrigentum entschieden sich die Römer, eine Flotte zu bauen und damit Karthagos Überlegenheit im Mittelmeer zu bedrohen. Im Vergleich zu den Karthagern besaß Rom wenig Erfahrung im Aufbau einer Flotte, der anfängliche Nachteil wurde jedoch durch die Nutzung von Enterbrücken (corvus) gutgemacht. Die daraus resultierende Serie römischer Seeschlachtsiege führte zu einem Invasionsversuch in karthagischem Herrschaftsgebiet in Afrika.
Solch eine Eroberung machte eine große Anzahl von Schiffen notwendig, um sowohl Legionen als auch die dazugehörende Ausrüstung nach Afrika zu transportieren. Die logistischen Probleme wurden noch dadurch erhöht, dass Karthagos Flotte vor der Küste Siziliens patrouillierte. Für die Transporte konnten daher nur Kriegsschiffe wie Triremen und Quinqueremen benutzt werden, die wenig Laderaum boten. Rom reagierte auf dieses Problem mit dem Aufbau einer Militärflotte von über 200 Schiffen, unter deren Geleit das Mittelmeer sicher überquert werden sollte. Die zwei Konsuln dieses Jahres, Marcus Regulus und Lucius Manlius Vulso Longus wurden mit dem Kommando über diese Flotte betraut. Die Karthager reagierten auf die Bedrohung mit der Aussendung einer gleich großen Flotte, die unter dem Kommando von Hanno und Hamilkar stand. Ihre Aufgabe sollte es sein, die Römer abzufangen.

## Die Schlacht am Kap Ecnomus
Beide Flotten waren in vier Geschwader aufgeteilt. Die römische Flotte näherte sich der sizilianischen Küste in Kampfformation; während zwei Geschwader der Militärflotte in Keil-Formation die Flotte anführten, deckten die anderen zwei Geschwader die in ihrer Mitte befindlichen Transportschiffe. An der Südküste von Sizilien trafen sie auf die karthagische Flotte, die sich traditionell in einer langen Reihe aufgestellt hatte. Hamilkar kommandierte die Flotte von einem in der Mitte befindlichen Schiff. Hanno, der zweite karthagische Kommandeur, befand sich auf einem Schiff an der rechten Flanke.
Hamilkar leitete einen scheinbaren Rückzug seiner in der Mitte befindlichen zwei Geschwader ein: Ziel dieses Scheinrückzugs war es, die vordere Militärflotte der Römer zu einer Verfolgungsfahrt zu verleiten, um sie so von den römischen Transportschiffen abzutrennen. Die zwei karthagischen Flankengeschwader nutzten die so entstehende Lücke und griffen die Transportschiffe von zwei Seiten an. Die römischen Transportschiffe wichen Richtung sizilianischer Küste aus, während sich die Nachhut der römischen Marineflotte dem Kampf gegen die karthagischen Flanken stellte.
Währenddessen war der Teil der karthagischen Flotte unter Hamilkars Kommando in eine langwierige Seeschlacht mit dem Teil der Militärflotte verwickelt, die ihnen gefolgt war. Die Karthager unterlagen in diesem Seegefecht und wichen durch Flucht aus. Daraufhin kehrte der nun frei gewordene römische Flottenteil um, um in das Seegefecht in ihrem Rücken einzugreifen. Einem punischen Flankengeschwader gelang die Flucht, das andere wurde jedoch aufgrund zahlenmäßiger Unterlegenheit fast vollständig vernichtet. Die Karthager wurden zwar taktisch gut geführt, hatten jedoch im Nahkampf gegen die Enterbrücken kein Gegenmittel.

## Nachwirkung
Nachdem der Seeweg für die Römer frei war, landete die römische Armee in Afrika und begann ihren Straffeldzug gegen Karthago unter dem Kommando von Marcus Atilius Regulus. Als die Römer vor Karthago standen, bat dies um Frieden, lehnte jedoch die harten Friedensbedingungen ab. Bei der im darauffolgenden Jahr stattfindenden Schlacht von Tunes wurde das römische Expeditionsheer geschlagen. Bei der Evakuierung des restlichen Heeres kam es zur Seeschlacht bei Kap Bon, die von den Römern gewonnen wurde. Der dann aber bei der Rückfahrt erlittene Verlust von fast 300 Schiffen mit rund 100.000 Seeleuten während eines Sturmes stellt einen der größten Schiffbrüche in der Geschichte der Seefahrt dar.